# Upplands runinskrifter 827
Upplands runinskrifter 827 är en vikingatida runsten av ljus granit i Valby, Holms socken och Enköpings kommun. Runstenen är cirka 1,7 meter hög och 1 meter bred. Runhöjden är cirka 7-8 centimeter. Stenen påträffades 1928 och restes på fyndplatsen. Stenen flyttades 1930 till Dalkarlsbackens högsta punkt, omkring 3 meter från fyndplatsen. Ristningen har attribuerats till Öpir.

## Inskriften
Translitterering av runraden:
... inkifastr · litu raisa stain at ikibiarn uk kuniltr · uk at sun sin ...
Normalisering till runsvenska:
... Ingifastr letu ræisa stæin at Ingibiorn ok Gunnhildr ok at sun sinn ...
Översättning till nusvenska:
... Ingefast läto resa stenen efter Ingebjörn och Gunnhild också åt sin son ...